# Prix Servais
Le prix Servais pour la littérature est un prix littéraire luxembourgeois qui est décerné depuis 1992 par la Fondation Servais. 
Il est doté de 6 000 euros et récompense l'auteur de l'ouvrage luxembourgeois le plus significatif paru dans l'année précédente. Le jury ne tient pas compte de la langue utilisée par l'écrivain. Le prix est décerné annuellement,.

## Lauréats
- 1992 : Roger Manderscheid pour De Papagei um Käschtebam
- 1993 : Pol Greisch pour Äddi Charel - Besuch - E Stéck Streisel
- 1994 : Jean Portante pour Mrs. Hallory ou Les mémoires d'une baleine
- 1995 : Joseph Kohnen (prix spécial) pour ses travaux de recherche sur la littérature
- 1996 : Lex Jacoby pour Wasserzeichen
- 1997 : Margret Steckel pour Der Letzte vom Bayrischen Platz
- 1998 : José Ensch pour Dans les cages du vent, Éditions phi, Luxembourg
- 1999 : Jhemp Hoscheit pour Perl oder Pica
- 2000 : Pol Schmoetten pour Der Tag des Igels
- 2001 : Roland Harsch pour Laub und Nadel
- 2002 : Guy Helminger pour Rost
- 2003 : Jean Sorrente pour Et donc tout un roman, Éditions phi, Luxembourg
- 2004 : Claudine Muno pour Frigo, Éditions op der Lay, Luxembourg
- 2005 : Jean-Paul Jacobs pour Jenes Gedicht & Mit nichts
- 2006 : Guy Rewenig pour Passt die Maus ins Schneckenhaus? - Hundert messerscharfe Fragen (und ebenso viele glasklare Antworten), Éditions Ultimomondo, Luxembourg
- 2007 : Lambert Schlechter pour Le Murmure du monde, Éditions Le Castor astral, Bordeaux
- 2008 : Anise Koltz pour L'Ailleurs des mots, Éditions Arfuyen, Paris
- 2009 : Pol Sax pour U5, Elfenbein Verlag, Berlin
- 2010 : Tania Naskandy (pseudonyme de Guy Rewenig) pour Sibiresch Eisebunn, Éditions Ultimomondo, Luxembourg
- 2011 : Jean Krier pour Herzens Lust Spiele[3]
- 2012 : Gilles Ortlieb pour Tombeau des anges
- 2013 : Pol Greisch pour De Monni aus Amerika
- 2014 : Nico Helminger pour sa collection de poèmes Abrasch
- 2015 : Roland Meyer pour Roughmix (œuvre en luxembourgeois)
- 2016 : Jean Portante pour L'Architecture des temps instables
- 2017 : Nora Wagener pour Larven
- 2018 : Nico Helminger pour Kuerz Chronik vum Menn Malkowitsch sengen Deeg an der Loge
- 2019 : Elise Schmit pour Stürze aus unterschiedlichen Fallhöhen - Kurze Geschichten
- 2020 : Francis Kirps pour Die Mutationen. 7 Geschichten & 1 Gedicht
- 2021 : Ulrike Bail pour wie viele faden tief
- 2022 : Guy Helminger pour Lärm
- 2023 : Jérôme Quiqueret pour Tout devait disparaître[4]
- 2024 : Samuel Hamen pour Wie die Fliegen, Éditions Diaphanes, Zurich[5]
- 2025 : Anne-Marie Reuter pour  M for Amnesia, Éditions Black Fountain Press[6]